# 自動車ガイドブック
『自動車ガイドブック』（じどうしゃがいどぶっく）（英語:JAPANESE MOTOR VEHICLES GUIDEBOOK）とは、日本自動車工業会が毎年1回発行する日本の国産乗用車、商用車、二輪車の総合自動車年鑑の名称である。

## 名称の変遷
1954年から現在（2023年）に至るまで毎年1回発行されており、第1回全日本自動車ショウ（1954年4月開催）の公式目録として会場で頒布（非売品）された全日本自動車ショウ出品者案内が第1巻にあたる。第2巻（1955年発行）は第2回全日本自動車ショウガイドブック、第3巻(1956年発行)は全日本自動車ガイドブック（巻数表記なし）と表記された。第4巻(1957年発行)から自動車ガイドブック vol. ○と表記されるようになり、2023年10月には、第70巻の「自動車ガイドブック vol. 70」が発行された。
英称は第1巻がMOTOR SHOW OFFICIAL CATALOGUE、第2巻がMOTOR SHOW CATALOGUE、第3巻から第41巻（1994年発行）がJAPANESE MOTOR VEHICLES GUIDEBOOKであったが、第42巻（1995年発行）から第45巻（1998年発行）まではVEHICLEが単数形になった。さらに第46巻（1999年発行）から第51巻（2004年発行）まではAUTOMOTIVE GUIDEBOOK OF JAPANと変更され、第52巻（2005年発行）からは再び、JAPANESE MOTOR VEHICLES GUIDEBOOKとなり、現在に至る。
巻数と表記年の関係は第5巻（1958年版、1958年発行）までは単年表示であるが、第6巻（1959年発行）が1959-60年版と表示されて以降はいずれも次年にまたがる表記が行われ、第70巻は2023-24年版である。後述のようにガイドブック巻数とモーターショー回数は第21巻（1974年発行）以降一致しなくなっている。

## 発行
発行人は第1巻から第4巻が全日本自動車ショウ事務局、第5巻から48巻が自動車工業振興会 、第49巻（2002年発行）以降は日本自動車工業会である。
発行の経緯から第20巻（1973年発行）までは東京モーターショー（現在のジャパンモビリティショー）の記念出版とされ、ショーの公式ガイドブックとしての位置づけが明確であった。同ショーが隔年開催になった1974年以降もショー休催年も含めて毎年発行され、その後は国産車を網羅した唯一の自動車年鑑と位置づけされるようになったが、現在もショー開催年には公式ガイドブックと認知されていることに変わりはない。およそ一国の生産車種を、かくも詳細に紹介する刊行物は世界にその類がない、と謳われている。

## 頒布と販売
第20巻までは東京モーターショー（現在のジャパンモビリティショー）会場内のみでの頒布であったが、第21巻（1974年発行）からは日本国内の一般書店でも販売されるようになった。発売日はショー開催月で、ショー休催年にはおおむね10月末に発売される。
非売品と記載される第1巻および頒布方法不明の第2巻から第4巻以降の価格は第5巻70円、第6巻50円、第7、8巻70円、第9巻90円、第10巻から第12巻が頒価100円、第13巻から第16巻が150円、第17、18巻が200円、第19巻が250円、第20巻が300円、第21巻が定価400円、第22巻が500円、第23巻から第26巻が800円、第27巻から第29巻が900円、第30巻から第35巻が1000円、第36、37巻が1030円、第38巻から第40巻が1200円、第41巻から第46巻が1000円、第47巻（2000年発行）以降が1200円、70巻以降は1300円である。

## 内容と構成
第1回全日本自動車ショウのオフィシャルカタログである第1巻は出品者リストの要素が強く、開催趣旨と会則、高松宮ショウ総裁の挨拶に続いて、展示スタンドナンバーが割り振られ広告然とした各社単位のページに非常に簡単な車両のイラストレーションと基本性能の一部が表記されているのみである。第2巻ではイラストがやや充実してショウに展示された車のカタログとしての内容がもたせられたが、展示スタンドナンバー併記などショウ案内的な要素は残った。
出品者リストではなく年鑑カタログとしての表記が意識されるようになった第3巻では巻頭に主要車種モノクログラビアが添付され、車両カタログ部門では一形式ごとのイラストによる解説が見られる。第4巻では車両カタログがイラストからモノクロ写真となり、第5巻からは巻頭グラビアがカラーになった。第20巻あたりからは巻頭カラーグラビアが乗用車のほとんどの車種を網羅するほどになり、第52巻からは車両カタログもカラー写真を採用しオールカラー印刷となっている。
車両カタログの内容は乗用車、商用車、二輪車で構成され、第1巻には150台が掲載されている。第2巻は202台、第3巻236台、第5巻約262台、第10巻463台、第20巻974台、第30巻（1983年発行）1296台、第40巻（1993年発行）1352台、第50巻（2003年発行）1134台が掲載され、掲載車両数のピークは第42巻から第44巻の約1400台である。
外国車は第12巻（1965年発行）からショーに出品された車種のみを特集形式で掲載するようになったが、第47巻から正規輸入車を車両カタログ部門で国産車と同列に扱うようになった。しかし第52巻からは再び国産車のみの掲載に戻っている。
巻頭グラビアと車両カタログ以外の構成は解説、特集、資料、業界名簿が基本であったが、第52巻からは自動車統計などの資料が掲載されなくなっている。
判型は第1巻がB6判、第2巻から第11巻がA5判、第12巻から第23巻がB5判、第24巻から第51巻がAB判、第52巻以降がA4判で、ページ数はおおよそ300から600ページであるが、近年薄くなる傾向にある。

## 乗用車の掲載順
第1、2巻では乗用車と商用車（含む大型車）の区別がされず、ショウのスタンドナンバー順に各社単位のページが掲載されている。第3巻からは乗用車が独立してカタログ部門の筆頭を飾るようになり、トヨタ自動車、日産自動車、富士精密、いすゞ自動車、日野自動車、オオタ自動車工業の順で製造者別に掲載されている。第4巻はオオタが消え、第5巻はトヨタ、日産、日野、富士精密、いすゞの順である。
第6巻ではデラックス車、スタンダード車、ノックダウン生産車の順に車種ごとに掲載されるようになり、筆頭はダットサンブルーバードである。第7巻はニッサンセドリック、トヨペットクラウン、プリンスグロリアの順、第8巻はグロリア、セドリック、クラウンの順である。
第9巻からはスポーツカーが筆頭を飾るようになり、ダットサンフェアレディ、プリンススカイラインスポーツ、ホンダスポーツ360、第10巻はスカイラインスポーツ、フェアレディ、ホンダS500、第11巻はフェアレディ、パブリカコンバーティブル、ホンダS500の順である。
第12巻からはおおむね排気量順に掲載されるようになり、セドリックスペシャル、クラウンエイト、グランドグロリアの順、第13巻はニッサンプレジデント、グランドグロリア、クラウンエイトの順、第14巻からはプレジデント、トヨタセンチュリーとなり、この順は第20巻まで続く。
第21巻からは製造者別の掲載に戻り、トヨタが筆頭、日産が二番手という掲載順が第46巻まで続いていたが、輸入車が初めて掲載された第47巻からは社名ABC順の掲載となり、ダイハツ工業が筆頭、富士重工業が二番手であったが、富士重工が2017年4月、SUBARU（スバル）に社名が変更となり、第64巻からはホンダが二番手になっていて、この掲載順が輸入車の掲載終了後も現在まで続いている。